# Sigrid Maria Schnückel
Sigrid Maria Schnückel (* 9. September 1966 in Oelde) ist eine deutsche Theater- und Fernsehserienschauspielerin.

## Leben
Nach dem Abitur machte sie eine Ausbildung zur Bürokauffrau und nahm ein Studium der Betriebswirtschaftslehre an der Westfälischen Wilhelms-Universität in Münster auf. Dieses führte sie jedoch nicht zu Ende, sondern machte stattdessen von 1990 bis 1993 ein Schauspielstudium an der Otto-Falckenberg-Schule in München.
Zwischendurch nahm sie von 1991 bis 1992 an einem Sprecherseminar beim Bayerischen Rundfunk in München teil. Bereits während der Ausbildung spielte sie an den Münchner Kammerspielen die Klytämnestra in der 1992 von Tatjana Rese inszenierten Iphigenie.
1995 nahm sie einen Lehrauftrag an der Ernst-Busch-Schule in Berlin an und ist außerdem als Sprecherin für Hörspiele, Hörbücher, Features etc. bei zahlreichen Radiosendern und bei der Verlagsgruppe Random House tätig.
Nach Abschluss der Schauspielausbildung bekam sie von 1993 bis 1995 ein Engagement am Wiener Burgtheater (Peritta in „Das goldene Vlies“).
Es folgten Gast-Engagements in Weimar (1994), Berlin (1995–1996), Tübingen (1996–1998), Salzburg (1997), Ulm (1998–2000), München (2001), Berlin (2003), sowie in Dresden (2004).
2000–2007 spielte sie in der RTL-Serie „Hinter Gittern – Der Frauenknast“ die Rolle der Melanie „Mel“ Schmidt. Durch diese Rolle wurde sie einem breiteren Fernsehpublikum bekannt. 2012 nahm Schnückel in der Show „Hinter Gittern – Das große Wiedersehen“ neben weiteren ehemaligen Kollegen teil.

## Filmografie

### Fernsehen
- Der Waldmeister (1997)
- Puma – Kämpfer mit Herz (1999)
- Gute Zeiten, schlechte Zeiten (2000)
- Lebenszeichen (2001)
- Johanna und Belfu (2001)
- Abschnitt 40 (2003)
- Hinter Gittern – Der Frauenknast (1999–2007)
- SOKO Leipzig (2008)
- Warzenputtel (2009)
- Hinter Gittern – Das große Wiedersehen (2012)
- Die Heiland – Wir sind Anwalt (2020)

### Kino
- 1994: Ab nach Tibet!
- 2000: Kleine Kreise
- 2001: Deutsche Angst